# 스튜어트 맥쿼리
스튜어트 매쿼리(Stuart McQuarrie, 1963년 3월 19일 ~ )는 영국의 배우이다.
잉글랜드에서 태어났다.

## 출연 작품
- 허리케인 하이스트 (2017년) - 나일스 역
- 코치 (2014년)
- 클로저 투 더 문 (2014년)
- 미스터 터너 (2014년) - 러스킨 아빠 역
- 블러드 워 (2012년) - 데이빗 새들러 역
- 버크 앤 헤어 (2010년)
- 세상의 모든 계절 (2010년)
- 허쉬 (2009년)
- 라이벌 (2003년)
- 영 아담 (2003년) - 빌 역
- 28일 후 (2002년)
- 에코 (1998년)
- 트레인스포팅 (1996년)

### 텔레비전
- 더 빌 (1984년)